# زمین‌لرزه اکتبر ۲۰۰۲ اندونزی
زمین‌لرزه اندونزی  در تاریخ ۱۰ اکتبر ۲۰۰۲ میلادی، برابر با ‎۱۸ مهر ۱۳۸۱، ساعت ۱۰:۵۰:۲۰ به زمان یوتی‌سی در اندونزی رخ داد. ژرفای این زلزله ۱۶ کیلومتر بود، و بزرگی آن ۷٫۵ در مقیاس Mw اعلام شده‌است. زمین‌لرزه به وقت محلی در روز پنج‌شنبه، ساعت ۱۹ روی داده و منطقه زمانی آن یوتی‌سی +۹ بوده‌است .
سازمان زمین‌شناسی آمریکا نیز رومرکز این زمین‌لرزه را در مختصات ۱°۴۵′۲۵″جنوبی ۱۳۴°۱۷′۴۹″شرقی / ۱٫۷۵۷°جنوبی ۱۳۴٫۲۹۷°شرقی و ژرفای آن را در ۱۰ کیلومتر گزارش کرده‌است. بزرگی برگزیدهٔ این سازمان از میان بزرگی‌های محاسبه‌شدهٔ مختلف ۷٫۶ در مقیاس Mw بوده و از دید اثر، در میان چهار دسته‌بندی «نامحسوس»، «محسوس»، «زیان‌آور» یا «با تلفات»، زلزله را «با تلفات» اعلام کرده‌است.۱۰۰۰ ساختمان در زمین‌لرزه خراب شده و نزدیک به ۹۰۰ ساختمان آسیب دیده‌است.رانش زمین در آن به وجود آمده‌است.روانگرایی در این زمین‌لرزه ایجاد شده‌است.سونامی نیز در این زلزله گزارش شده‌است.
پروژهٔ «تنسور گشتاور مرکزوار» زاویه‌های (راستا، شیب، ریک) گسل سازندهٔ زمین‌لرزه و صفحه عمود بر آن را (°۶۰، °۸۳، °۴) یا (°۳۲۹، °۸۶، °۱۷۳) و نوع گسل را «امتدادلغز» فرارسانده‌است.
شمار کشتگان زلزله حدود ۸ نفر بوده‌است.تعداد زخمیان ۶۳۲ نفر برآورده شده‌است.